# Christa E. Müller
Christa Elisabeth Müller (* 4. April 1960 in Rottweil) ist eine deutsche Pharmazeutin und Hochschullehrerin an der Rheinischen Friedrich-Wilhelms-Universität Bonn.

## Leben und Wirken
Müller studierte ab 1980 Pharmazie an der Universität Tübingen. Zu Beginn hatte sie noch zusätzlich Pädagogik, Völkerkunde und Rhetorik studiert, widmete sich aber bald ganz der Pharmazie und machte 1983 ihren Abschluss. 1985 wurde sie als Apothekerin approbiert. Anschließend war sie als Doktorandin am Tübinger Lehrstuhl von Hermann J. Roth, unter dessen Betreuung Müller 1988 mit der chemisch-präparativen Schrift Synthese und Eigenschaften chiraler Amphiphile und liposomaler Prodrugs mit unsymmetrisch substituierter Disulfidbrücke promoviert wurde. Es folgte ein mehrjähriger Forschungsaufenthalt an den National Institutes of Health in Bethesda (Maryland). Nach ihrer Rückkehr nach Deutschland wurde sie 1994 an der Universität Tübingen für Pharmazeutische Chemie habilitiert. Von 1994 bis 1998 hatte sie einen Lehrstuhl für Pharmazeutische Chemie an der Universität Würzburg inne. 1998 wechselte sie auf den Lehrstuhl für Pharmazeutische Chemie an die Universität Bonn, den sie seitdem innehat. Von 2001 bis 2004 war sie in Bonn Prorektorin für Planung und Finanzen. 2008 gründete sie das Pharma-Zentrum Bonn, dessen Sprecherin sie seitdem ist. Von 2010 bis 2015 war Müller erneut Vizerektorin der Universität Bonn, in diesem für Öffentlichkeitsarbeit und Internationales. Von 2013 bis 2021 war sie Mitherausgeberin der Zeitschrift RSC Medicinal Chemistry. Seit 2018 ist sie Vorsitzende des wissenschaftlichen Beirats der Alexander-von-Humboldt-Stiftung.
2023 wurde Müller als erste pharmazeutische Chemikerin zum Mitglied in die Deutsche Akademie der Naturforscher Leopoldina gewählt.

## Forschung
Müllers Forschungsschwerpunkte liegen in der Wirkstoffforschung und hier insbesondere in der Identifizierung und Validierung neuer Zielstrukturen für Wirkstoffe und so letztlich der Entwicklung neuer Wirkstoffe. Die Anwendungsbereich für diese neuen Wirkstoffe sollen in den Bereichen Entzündung, Schmerz, Infektion, Immunsystem, Neurodegeneration und Krebs liegen.
In ihrer Forschung konzentriert sich Müller auf chemische und biochemische Aspekte biologisch aktiver Verbindungen. Neben der Synthese und Analyse von Wirkstoffen befasst sie sich mit ihrer Arbeitsgruppe damit, deren Wirkungsmechanismen auf molekularer Ebene sowie deren Abbaureaktionen aufzuklären. Zudem werden Multitarget-Wirkstoffe entwickelt und untersucht. Im Zentrum von Müllers Forschung liegt dabei die Aktivierung neuer Zielstrukturen. Insbesondere Membranrezeptoren, die bislang nur wenig als Zielstruktur für Wirkstoffe genutzt wurden, hier vor allem Purinrezeptoren. Dabei setzt sie ein breites Spektrum an Methoden ein, das von der chemischen Synthese von Wirkstoffmolekülen und markierten Verbindungen, der (Bio-)Analytik, der Assay-Entwicklung, der Strukturanalyse von Wirkstoff-Protein-Komplexen, der in-vitro-Pharmakologie bis zur Molekularbiologie reicht. In diesem Rahmen betreibt Christa Müllers Arbeitsgruppe eine chemische Analytik-Plattform, deren Schwerpunkt in der quantitativen Analytik liegt. Darüber hinaus hat sie eine Substanz-Bibliothek etabliert. Sie gilt als Spezialistin für die Wirkweise von Koffein und ähnlicher Substanzen im Gehirn.